# Chapelle Saint-Sébastien de Saint-Étienne-de-Tinée
La chapelle Saint-Sébastien est une chapelle catholique située en France sur le territoire de la commune de Saint-Étienne-de-Tinée, dans le département des Alpes-Maritimes en région Provence-Alpes-Côte d'Azur.
Elle fait l'objet d'un classement au titre des monuments historiques depuis l'an 2000.

## Localisation
La chapelle est située dans le département français des Alpes-Maritimes, sur la commune de Saint-Étienne-de-Tinée.

## Historique
L'édifice date de 1485-1490. Il est classé au titre des monuments historiques le 27 mars 2000.